# Orangeblå kardinal
Orangeblå kardinal (Passerina leclancherii) är en fågel i familjen kardinaler inom ordningen tättingar. Den är endemisk för södra Mexiko. Arten minskar i antal, men beståndet anses vara livskraftigt.

## Utseende och läte
Orangeblå kardinal är en liten (11,5 cm) finkliknande fågel med mycket praktfull fjäderdräkt. Hanen är omisskännlig med elektriskt blå och grön ovansida, bjärtgul undersida och orange anstrykning på bröstet. Honan är inte lika färgglad, men ändå vacker med grönaktig ovansida, blåaktig stjärt och gul undersida, gulare än hos den något större påvekardinalhonan.

## Utbredning och systematik
Orangeblå kardinal förekommer enbart i södra Mexiko. Den delas in i två underarter med följande utbredning:
- Passerina leclancherii grandior – sydvästra Mexiko (Jalisco till Michoacán, Guerrero, södra Puebla och Chiapas)
- Passerina leclancherii leclancherii – utmed kusten i södra Mexiko (centrala Guerrero)

I släktet Passerina bildar orangeblå kardinal en grupp med hallonbukig kardinal, purpurkardinal och påvekardinal. Den är systerart till de två sista arterna.

## Levnadssätt
Fågeln hittas i buskiga skogar och skogsbryn, intilliggande ogräsfilt och öppna gräsmarker. Den ses ofta i smågrupper födosökande efter gränsfrön vid vägkanter, men kan också ses på alla nivåer i fruktbärande träd och buskar.

## Status och hot
Arten har ett stort utbredningsområde och en stor population, men tros minska i antal, dock inte tillräckligt kraftigt för att den ska betraktas som hotad. Internationella naturvårdsunionen IUCN listar därför arten som livskraftig (LC). Beståndet uppskattas till i storleksordningen 50 000 till en halv miljon vuxna individer.

## Namn
Fågelns vetenskapliga artnamn hedrar Charles René Augustin Léclancher (1804-1857), fransk läkare, naturforskare och upptäcktsresande. Tidigare kallades den orangeblå fink på svenska, men fick namnet justerat 2020 av BirdLife Sveriges taxonomikommitté för att bättre återspegla artens familjetillhörighet.